# Plebejus windi
Plebejus windi är en fjärilsart som beskrevs av Gunder 1933. Plebejus windi ingår i släktet Plebejus och familjen juvelvingar. Inga underarter finns listade i Catalogue of Life.